# Johannes Eriksen
Johannes Thorvald Eriksen (Frederiksberg, Hovedstaden, 12 de juny de 1889 – Frederiksberg, 254 de juny de 1963) va ser un lluitador danès, especialista en lluita grecoromana, que va competir a començaments del segle XX i que va disputar tres edicions dels Jocs Olímpics.
Amb tan sols 18 anys va prendre part en els Jocs de Londres de 1908, on fou cinquè en la categoria del pes mitjà del programa de lluita grecoromana. Als Jocs d'Estocolm, el 1912, quedà eliminat en les sèries de la categoria del pes semipesant, mentre el 1920, a Anvers, va guanyar la medalla de bronze en la competició del pes semipesant del programa de lluita grecoromana.